# ISO 20121
ISO 20121 (nombre completo: ISO 20121:2012, Sistemas de Gestión de Eventos Sostenibles - Requisitos de orientación para su uso) es un estándar internacional voluntario para la gestión de eventos sostenibles, creado por la Organización Internacional de Normalización. La norma tiene por objeto ayudar a las organizaciones a mejorar la sostenibilidad en todo el ciclo de gestión de eventos.

## Antecedentes
Cada evento - desde una barbacoa a un evento deportivo como los Juegos Olímpicos - tienen impactos económicos, sociales y medioambientales. Los recursos de agua y energía que se utilizan, pueden generar grandes cantidades de residuos y emisiones de carbono. A veces, los acontecimientos pueden crear tensión en las comunidades locales. 
Para el año 2005, los profesionales de la industria de los eventos fueron tomando conciencia de la necesidad de prácticas más sostenibles. 
En concreto, el director de Sostenibilidad de los Juegos Olímpicos y Paralímpicos de Londres 2012, David Stubbs, estaba buscando una manera de hacer valer las promesas hechas sobre la sostenibilidad durante la candidatura de Londres. Le planteó la cuestión a la BSI en el Reino Unido. Esto llevó a la creación de la BS 8901:2007 Especificaciones para un sistema de gestión de eventos sostenibles con orientación para su uso.  Después de un periodo de revisión, la segunda versión de la BS 8901 se publicó en 2009.
La BS 8901 fue recibida muy positivamente por la industria de los eventos internacionales, y no tardó en ser ampliamente utilizada. Por ejemplo, la COP15, la Conferencia de las Naciones Unidas sobre el Cambio Climático, fue certificado como compatible con la norma BS 8901 en diciembre de 2009. Microsoft Corporation obtuvo la certificación BS 8901 en su evento Microsoft Convergence® 2009 en Nueva Orleans, Louisiana en marzo de 2009.

## Desarrollo de la norma ISO 20121
En respuesta al entusiasmo internacional por la BS 8901, en mayo de 2009 una propuesta de una norma internacional de gestión de eventos sostenibles se presentó conjuntamente con la Organización Internacional de Normalización (ISO) por BSI Group y ABNT, el organismo nacional de normalización de Brasil.
Las delegaciones de expertos de las instituciones nacionales de normalización de 25 países desarrollaron el estándar, con otros 10 países en calidad de observadores. También participaron ocho organizaciones industriales con un fuerte interés en la sostenibilidad. Los miembros del equipo de sostenibilidad de los Juegos Olímpicos y Paralímpicos de Londres 2012 estaban entre los interesados que dieron información sobre el desarrollo de la norma.
El sistema ISO 20121:2012 de Gestión de eventos de sostenibilidad - Requisitos con orientación para su uso se publicó en junio de 2012.

## Funcionamiento de la norma ISO 20121
La ISO 20121 es relevante para todos los miembros de la cadena de suministro de la industria de eventos, incluyendo organizadores, organizadores de eventos, constructores de estands, cáterin y proveedores de logística.
La norma tiene un enfoque de gestión de sistemas basado en la ejecución de los eventos más sostenibles. Proporciona un marco de ayuda para identificar los impactos sociales, económicos y ambientales potencialmente negativos de los eventos. Los organizadores pueden eliminar o reducir los impactos negativos a través de una mejor planificación de los procesos.
Esto debería conducir a mejoras en aspectos clave de sostenibilidad, como la selección del local, el transporte, el reciclaje o la reutilización de los residuos de demolición, la creación de una estrategia alimentaria sostenible, la promoción de vida sana, la creación de competencias y empleo, y el crecimiento del negocio.
La norma puede reducir los costes, las emisiones de carbono y los residuos, gestionar mejor la biodiversidad de los lugares, y lograr una fuerza laboral diversa e inclusiva.
La ISO 20121 también incluye una guía práctica sobre la comunicación, la planificación y el control operativo, la identificación y el compromiso de las partes interesadas, la gestión de la cadena de suministro y la adquisición y evaluación cuestión.
La ISO 20121 es adecuada para todos los tamaños y tipos de eventos.
Las organizaciones pueden demostrar la conformidad voluntaria con la norma ISO 20121 mediante: 
1. la autodeclaración;
2. la conformidad por las partes interesadas en la organización, tales como clientes; y
3. la certificación por una tercera parte independiente.